# Ksar Barzalia
Ksar Barzalia est un ksar de Tunisie situé dans le gouvernorat de Médenine.

## Localisation
Le ksar, de forme ovale, est situé sur une étroite butte escarpée dans un environnement montagneux. De cet fait, il est considéré comme un « ksar de crête ».
Deux cours ceinturées de murets et situées de part et d'autre ont servi de marché.

## Histoire
Le site est ancien, une inscription dans le ksar faisant référence à l'année 809 de l'hégire, soit 1406. Le complexe est abandonné au début du XVIe siècle.
Le 10 janvier 2020, le gouvernement tunisien propose le site pour un futur classement sur la liste du patrimoine mondial de l'Unesco. Le 21 janvier 2021, un arrêté en fait un monument classé.

## Aménagement
Le ksar compte entre 80 et 100 ghorfas réparties sur deux étages.
Si le complexe est partiellement effondré, des voûtes comportant des inscriptions sont toujours en place.